# Nada Strancar
Nada Strancar est une comédienne et metteur en scène française d’origine slovène, née  à Ljubljana (Slovénie). Elle est aussi enseignante au Conservatoire national supérieur d'art dramatique à Paris.

## Biographie
Nada Strancar apprend son métier de comédienne au Conservatoire national supérieur d'art dramatique de Paris de 1971 à 1974. Elle suit d’abord les cours de Georges Chamarat puis ceux d’Antoine Vitez avec lequel elle collaborera régulièrement pendant une décennie au théâtre (Phèdre, Le Prince travesti, Lucrèce Borgia).
Ensuite, elle travaille notamment avec Patrice Chéreau (Peer Gynt, Hamlet) puis avec Luc Bondy (Le Conte d'hiver, John Gabriel Borkman) et Christian Schiaretti (Le Mystère de la charité, Mère Courage et ses enfants, L'Opéra de quat'sous).
Elle apparaît au cinéma dès 1973 dans Lo Païs de Gérard Guérin mais c’est surtout la télévision qui la fait connaître au grand public (Louis la Brocante, Les Faux-fuyants, Léon Morin, prêtre). Elle joue dans le téléfilm L'Avare aux côtés de Michel Serrault.
En septembre 2008, alors qu'elle joue le spectacle musical Bertolt Brecht/Paul Dessau au théâtre de la Colline, Nada Strancar fait un malaise cardiaque sur scène et perd connaissance. L'actrice est immédiatement emmenée à l’hôpital Lariboisière de Paris pour subir une transplantation cardiaque.
Elle reprend son activité théâtrale, en mettant en scène La Fable du fils substitué de Luigi Pirandello au TNP de Villeurbanne en octobre 2009.
Elle partage sa vie avec le comédien Didier Sandre.

## Filmographie

### Cinéma
- 1973 : Lo Païs de Gérard Guérin
- 1974 : Les Musiciens du culte de Gérard Mordillat
- 1976 : La Semaine sanglante de Joël Farges
- 1978 : Guerres civiles en France, épisode La Semaine sanglante de François Barat
- 1982 : Douce enquête sur la violence de Gérard Guérin
- 1986 : La Femme de ma vie de Régis Wargnier
- 1989 : Les Deux Fragonard de Philippe Le Guay
- 1991 : Le Voleur d'enfants de Christian de Chalonge
- 1991 : La Pagaille de Pascal Thomas
- 1992 : La Révolte des enfants de Gérard Poitou-Weber
- 1993 : Rupture(s) de Christine Citti
- 2005 : Zim and Co. de Pierre Jolivet
- 2009 : La Folle Histoire d'amour de Simon Eskenazy de Jean-Jacques Zilbermann

### Télévision
- 1976 : Le Cousin Pons de Guy Jorré
- 1977 : Au plaisir de Dieu de Robert Mazoyer
- 1978 : Une femme, une époque : Coco Chanel
- 1980 : Le Misanthrope de Marcel Bluwal
- 1980 : Aéroport : Charter 2020 de Pierre Lary
- 1981 : Catherine de Paul Seban
- 1981 : Peer Gynt de Bernard Sobel
- 1983 : Pour Élisa de Paul Seban
- 1986 : Le Cri de la chouette d'Yves-André Hubert
- 1989 : Le Conte d'hiver de Pierre Cavassilas
- 1990 : Le Chemin solitaire de Luc Bondy
- 1990 : Hamlet de Pierre Cavassilas
- 1990 : Ivanov d'Arnaud Sélignac
- 1991 : Chronique d'une fin d'après-midi de Pierre Romans
- 1991 : Léon Morin, prêtre de Pierre Boutron
- 1991 : Salut les coquins de Marcel Zemour
- 1994 : Les Cinq Dernières Minutes : Meurtre à l'université de Jean-Marc Seban
- 1994 : Des enfants dans les arbres de Pierre Boutron
- 1998 : De gré ou de force de Fabrice Cazeneuve
- 1998 : Tous ensemble de Bertrand Arthuys
- 1999 : Dossier : disparus : Elodie de Paolo Barzman
- 1999 : Mélissol : Paranoïa de Jean-Pierre Igoux
- 2000 : Les faux-fuyants de Pierre Boutron
- 2001 : Agathe et le grand magasin de Bertrand Arthuys
- 2004 : Louis la Brocante : Louis et la ferme des Blanchard de Michel Favart
- 2006 : Les Amants du Flore de Ilan Duran Cohen
- 2006 : L'Avare de Christian de Chalonge
- 2008 : Sœur Thérèse.com : Thérèse et le voyant de Vincenzo Marano

## Théâtre

### Comédienne
- 1974 : La Jalousie du barbouillé de Molière, mise en scène Antoine Vitez, Théâtre des Quartiers d'Ivry
- 1975 : Phèdre de Racine, mise en scène Antoine Vitez, Théâtre des Quartiers d'Ivry, Festival d'Avignon
- 1975 : Catherine d'après le roman d'Aragon Les Cloches de Bâle, mise en scène Antoine Vitez, Festival d'Avignon, Théâtre des Quartiers d'Ivry, Centre dramatique national de Nanterre, tournée
- 1975 : En r'venant de l'expo de Jean-Claude Grumberg, mise en scène Jean-Pierre Vincent, Théâtre national de l'Odéon
- 1976 : L'Éveil du printemps de Frank Wedekind, mise en scène Pierre Romans, Théâtre national de l'Odéon
- 1977 : Iphigénie-Hôtel de Michel Vinaver, mise en scène Antoine Vitez, Théâtre des Quartiers d'Ivry
- 1977 : L'Adulateur de Carlo Goldoni, mise en scène Bernard Chatellier, Robert Gironès, Ginette Herry, Jean Magnan, Odéon antique, Théâtre du Huitième Lyon
- 1978 : L'École des femmes de Molière, mise en scène Antoine Vitez, Festival d'Avignon, Festival d'automne à Paris au Théâtre de l'Athénée-Louis-Jouvet
- 1978 : Tartuffe de Molière, mise en scène Antoine Vitez, Festival d'Avignon, Festival d'automne à Paris au Théâtre de l'Athénée-Louis-Jouvet
- 1978 : Dom Juan de Molière, mise en scène Antoine Vitez, Festival d'Avignon, Festival d'automne à Paris au Théâtre de l'Athénée-Louis-Jouvet
- 1978 : Le Misanthrope de Molière, mise en scène Antoine Vitez, Festival d'Avignon, Festival d'automne à Paris au Théâtre de l'Athénée-Louis-Jouvet
- 1979 : L'École des femmes de Molière, mise en scène Antoine Vitez, Nouveau théâtre de Nice, Festival d'automne à Paris au Théâtre de la Porte-Saint-Martin
- 1979 : Dom Juan de Molière, mise en scène Antoine Vitez, Nouveau théâtre de Nice, Festival d'automne à Paris au Théâtre de la Porte-Saint-Martin
- 1979 : Le Misanthrope de Molière, mise en scène Antoine Vitez, Nouveau théâtre de Nice, Festival d'automne à Paris
- 1979 : Tartuffe de Molière, mise en scène Antoine Vitez, Nouveau théâtre de Nice, Festival d'automne à Paris
- 1981 : Peer Gynt d'Henrik Ibsen, mise en scène Patrice Chéreau, TNP Villeurbanne, Théâtre de la Ville
- 1982 : Les Possédés de Fiodor Dostoïevski, mise en scène Denis Llorca, Centre théâtral de Franche-Comté, Festival d'Avignon, Nouveau théâtre de Nice
- 1983 : Le Prince travesti de Marivaux, mise en scène Antoine Vitez, Théâtre national de Chaillot
- 1984 : Le Prince travesti de Marivaux, mise en scène Antoine Vitez, Maison de la Culture de Grenoble
- 1984 : L'Illusion comique de Corneille, mise en scène Giorgio Strehler, Théâtre national de l'Odéon
- 1985 : Lucrèce Borgia de Victor Hugo, mise en scène Antoine Vitez, Festival d'Avignon, Théâtre national de Chaillot, Opéra Comédie
- 1987 : Ce soir on improvise de Luigi Pirandello, mise en scène Lucian Pintilie, Théâtre de la Ville
- 1987 : Conversations conjugales de Danièle Sallenave, mise en scène Jean-Louis Jacopin, Théâtre Ouvert
- 1988 : Chroniques d'une fin d'après-midi spectacle composé de fragments d'œuvres d'Anton Tchekhov, mise en scène Pierre Romans, Festival d'Avignon
- 1988 : Le Conte d'hiver de William Shakespeare, mise en scène Luc Bondy, Théâtre Nanterre-Amandiers, Cour d'honneur du Palais des papes Festival d'Avignon, TNP Villeurbanne
- 1988 : Hamlet de William Shakespeare, mise en scène Patrice Chéreau, Festival d'Avignon, TNP Villeurbanne, Le Cargo, tournée
- 1988 : Ivanov d'Anton Tchekhov, mise en scène Pierre Romans, Festival d'Avignon
- 1989 : Hamlet de William Shakespeare, mise en scène Patrice Chéreau, Théâtre Nanterre-Amandiers, tournée européenne
- 1989 : Le Chemin solitaire d'Arthur Schnitzler, mise en scène Luc Bondy, Théâtre Renaud-Barrault
- 1991 : Tableau d'une exécution et Le Jardin d'agrément d'Howard Barker et Catherine Zambon, mise en scène Simone Amouyal, Petit Odéon
- 1991 : Britannicus de Racine, mise en scène Alain Françon, Théâtre des Nuages de neige Annecy, Théâtre des Treize Vents
- 1993 : John Gabriel Borkman de Henrik Ibsen, mise en scène Luc Bondy, Théâtre Vidy-Lausanne, Odéon-Théâtre de l'Europe
- 1995 : Le Baladin du monde occidental de John Millington Synge, mise en scène André Engel, Odéon-Théâtre de l'Europe
- 1995 : Le Condor de Joël Jouanneau, mise en scène de l'auteur
- 1996 : Comme tu me veux de Luigi Pirandello, mise en scène Claudia Stavisky, La Coursive, Théâtre de Gennevilliers
- 1997 : Monparnasse reçoit[2] d'Yves Ravey, mise en scène Joël Jouanneau, Théâtre de l'Athénée
- 1997 : Poèmes d'Antoine Vitez, lecture Festival d'Avignon
- 1999 : Étoiles de Pierre Laville, mise en scène Maurice Bénichou, Théâtre de la Madeleine
- 2000 : Jeanne d'après Le Mystère de la charité de Jeanne d'Arc et Le Mystère de la vocation de Jeanne d'Arc de Charles Péguy, mise en scène Christian Schiaretti, Théâtre national de la Colline
- 2000 : Les Possibilités d'Howard Barker, mise en scène Jerzy Klesyk, Théâtre de la Tempête
- 2002 : Le Songe d’une nuit d’été de William Shakespeare, mise en scène Claudia Stavisky, Nuits de Fourvière Théâtre antique de Fourvière
- 2002 :  La Part du lion de Wladimir Yordanoff, mise en scène en espace Jacques Rosner, Festival NAVA Abbaye de Saint-Hilaire
- 2002 : Mère Courage et ses enfants de Bertolt Brecht, mise en scène Christian Schiaretti, Comédie de Reims, Théâtre national de la Colline
- 2003 : C’est dimanche d'Yves Ravey, lecture, Théâtre du Rond-Point
- 2003 : L'Opéra de quat'sous de Bertolt Brecht et Kurt Weill, mise en scène Christian Schiaretti, TNP Villeurbanne
- 2004 : L'Opéra de quat'sous de Bertolt Brecht et Kurt Weill, mise en scène Christian Schiaretti, Théâtre national de la Colline, Théâtre national de Strasbourg
- 2006 : Père d'August Strindberg, mise en scène Christian Schiaretti, Théâtre national de la Colline
- 2005 : Feu la mère de Madame et Léonie est en avance de Georges Feydeau, mise en scène Laurent Laffargue, Théâtre de l'Ouest parisien
- 2005 : Mais n'te promène donc pas toute nue et Hortense a dit : je m'en fous de Georges Feydeau, mise en scène Laurent Laffargue, Théâtre de l'Ouest parisien
- 2006 : Coriolan de William Shakespeare, mise en scène Christian Schiaretti, TNP Villeurbanne
- 2008 : L'Orestie, d'Eschyle, mise en scène Olivier Py, Odéon-Théâtre de l'Europe
- 2008 : Nada Strancar chante Brecht - Dessau, Théâtre national de la Colline
- 2008 : Coriolan de William Shakespeare, mise en scène Christian Schiaretti, Théâtre Nanterre-Amandiers
- 2009 : Coriolan de William Shakespeare, mise en scène Christian Schiaretti, Théâtre national de Bretagne, TNP Villeurbanne
- 2009 : La Fable du fils substitué de Luigi Pirandello, mise en scène Nada Strancar, TNP Villeurbanne
- 2012 : L'Épreuve de Marivaux, mise en scène Clément Hervieu-Léger, Scène nationale Évreux-Louviers, Théâtre de l'Ouest parisien, Théâtre des Treize Vents, Théâtre Firmin Gémier / La Piscine, Théâtre de l'Union, tournée
- 2015 : Toujours la tempête de Peter Handke, mise en scène Alain Françon, Odéon-Théâtre de l'Europe
- 2019 : Le Pays Lointain de Jean-Luc Lagarce, mise en scène Clément Hervieu-Léger, Odéon-Théâtre de l'Europe
- 2023 : L'Orage d'Alexandre Ostrovski, mise en scène Denis Podalydès, théâtre des Bouffes du Nord et tournée

### Metteure en scène
- 1999 : Les Cancans de Carlo Goldoni
- 2009 : La Fable du fils substitué de Luigi Pirandello, TNP Villeurbanne
- 2010 : La Troade de Robert Garnier et L'Illiade d'Alessandro Baricco, Conservatoire national supérieur d'art dramatique

## Distinctions

### Récompense
- Prix du Syndicat de la critique 2002 : meilleure comédienne pour Mère Courage et ses enfants

### Décoration
- Officière de l'ordre des Arts et des Lettres